# Agropyron interjacens
Agropyron interjacens är en gräsart som beskrevs av Aleksandre Melderis. Agropyron interjacens ingår i släktet kamveten, och familjen gräs. Inga underarter finns listade i Catalogue of Life.